# Linum subasperifolium
Linum subasperifolium är en linväxtart som beskrevs av Jean-Henri Humbert och Maire. Linum subasperifolium ingår i släktet linsläktet, och familjen linväxter. Inga underarter finns listade i Catalogue of Life.